# هاملت دالاکیان
هاملت جاهانی دالاکیان (ارمنی: Համլետ Ջահանի Դալլաքյան؛ زادهٔ ۱۴ اوت ۱۹۴۷) یک  سیاستمدار اهل ارمنستان است که از تاریخ ۱۹۹۰ تا تاریخ ۱۹۹۵ سمت نمایندگی دوره اول شورای عالی جمهوری ارمنستان را برعهده داشت.

## زندگی‌نامه
در 	۱۴ اوت ۱۹۴۷ ‏در ارمنستان به دنیا آمد . 